# Liste der Kulturdenkmale in Luxemburg-Limpertsberg
In der Liste der Kulturdenkmale in Luxemburg-Limpertsberg sind alle Kulturdenkmale des luxemburgischen Stadtteils Limpertsberg aufgeführt (Stand: 15. Juli 2025).
| Bild                                    | Bezeichnung | Lage                                                                 | Beschreibung | Stufe | Eingetragen seit   |
| --------------------------------------- | --- | -------------------------------------------------------------------- | --- | ----- | ------------------ |
| Gebäude                                 | Gebäude | 34, avenue Pasteur (Karte)                                           | | PCN   | 18. Juni 2010      |
| Gebäude                                 | Gebäude | 32, 30 und 28, avenue Pasteur (Karte)                                | | PCN   | 28. Februar 2011   |
| Gebäude                                 | Gebäude | 26, avenue Pasteur (Karte)                                           | | PCN   | 13. April 2012     |
| Weitere Bilder                          | Gebäude („Villa Heldenstein“ oder „Maison Collart“)                                                                                   | 20, rue des Glacis (Karte)                                           | | PCN   | 6. Juli 2012       |
| Gebäude                                 | Gebäude | 26, Côte d’Eich (Karte)                                              | | PCN   | 30. Juni 2017      |
| Wohnhaus                                | Wohnhaus | 57, avenue de la Faïencerie (Karte)                                  | | PCN   | 9. März 2018       |
| Wohnhaus                                | Wohnhaus | 59 und 61, avenue de la Faïencerie (Karte)                           | | PCN   | 9. März 2018       |
| Wohnhaus                                | Wohnhaus | 63, avenue de la Faïencerie (Karte)                                  | | PCN   | 9. März 2018       |
| ehemaliges Seminar                      | ehemaliges Seminar | 162a, avenue de la Faïencerie (Karte)                                | | PCN   | 6. September 2018  |
| Dominikanerinnenkloster                 | Dominikanerinnenkloster | 102–102a, avenue Pasteur (Karte)                                     | | PCN   | 6. September 2018  |
| Grundschule Limpertsberg                | Grundschule Limpertsberg | 46–48, rue Henri VII (Karte)                                         | | PCN   | 6. September 2018  |
| Weitere Bilder                          | archäologische Stätte der „Kapelle Notre-Dame du Glacis“, Umfassungsmauer des Friedhofs mit seinen Eingängen und dem Eingangspavillon | avenue de la Faïencerie/Allée des Résistants et des Déportés (Karte) | Die Muttergottes-Kapelle wurde zwischen 1625 und 1627 erbaut. Schon in den Jahren 1640 bis 1642 wurde sie erweitert, weil sich die Kleien Kirche zum Wallfahrtsort entwickelte. Während der Französischen Revolution wurde das Mobiliar zerstört und die Kapelle 1796 abgerissen. Anfang April 2016 stieß man bei Straßenbauarbeiten auf die Reste der Kapelle. | PCN   | 6. September 2018  |
| Schloss Bellevue mit Park               | Schloss Bellevue mit Park | (Karte)                                                              | | PCN   | 16. November 2018  |
| Weitere Bilder                          | Kirche St-Joseph mit Pfarrhaus | 43A, avenue Victor Hugo und 9, rue Antoine Zinnen (Karte)            | Die katholische Josephskirche wurde von 1910 bis 1913 nach den Plänen des Architekten Nicolas Petit (Nikolaus Klein) im neuromanischen Stil erbaut. Die heutige Innenausstattung stammt aus dem Jahr 1976, als die Kirche renoviert wurde. An das Langhaus im basilikalen Stil schließt sich ein halbrunder Chor an.                                            | PCN   | 23. April 2019     |
| Gebäude                                 | Gebäude | 6, rue Jean l’Aveugle (Karte)                                        | | PCN   | 11. Mai 2020       |
| Gebäude                                 | Gebäude | 13, rue Jean l’Aveugle (Karte)                                       | | PCN   | 11. Mai 2020       |
| Gebäude                                 | Gebäude | 15, rue Jean l’Aveugle (Karte)                                       | | PCN   | 11. Mai 2020       |
| Gebäude                                 | Gebäude | 17, rue Jean l’Aveugle (Karte)                                       | | PCN   | 11. Mai 2020       |
| Gebäude                                 | Gebäude | 31, rue Jean l’Aveugle (Karte)                                       | | PCN   | 11. Mai 2020       |
| Gebäude                                 | Gebäude | 35, rue Jean l’Aveugle (Karte)                                       | | PCN   | 11. Mai 2020       |
| Gebäude                                 | Gebäude | 37, rue Jean l’Aveugle (Karte)                                       | | PCN   | 11. Mai 2020       |
| Gebäude                                 | Gebäude | 39, rue Jean l’Aveugle (Karte)                                       | | PCN   | 11. Mai 2020       |
| Gebäude                                 | Gebäude | 41, rue Jean l’Aveugle (Karte)                                       | | PCN   | 11. Mai 2020       |
| Gebäude                                 | Gebäude | 22, rue Jean l’Aveugle (Karte)                                       | | PCN   | 12. Mai 2021       |
| Gebäude                                 | Gebäude | 12, rue Jean l’Aveugle (Karte)                                       | | PCN   | 12. Mai 2021       |
| Gebäudeensemble                         | Gebäudeensemble | 90, 92, 94 und 96, Avenue de la Faïencerie (Karte)                   | | PCN   | 10. Juli 2023      |
| Weitere Bilder                          | jüdischer Friedhof „Belle Vue“ | rue des Cerisiers (Karte)                                            | | PCN   | 30. Mai 2023       |
| ehemaliges Pfarrhaus                    | ehemaliges Pfarrhaus | 2, rue Nicolas Adames (Karte)                                        | | PCN   | 1. September 2023  |
| Gebäude                                 | Gebäude | 2, rue des Roses (Karte)                                             | | PCN   | 7. November 2024   |
| Haus mit Nebengebäuden                  | Haus mit Nebengebäuden | 26, rue Saint-Mathieu (Karte)                                        | | IS    | 23. Oktober 1986   |
| Gebäude mit Plätzen                     | Gebäude mit Plätzen | 1, rue Léandre-Lacroix (Karte)                                       | | IS    | 3. Juli 1990       |
| Gebäude mit Platz                       | Gebäude mit Platz | 17, rue Guillaume Schneider (Karte)                                  | | IS    | 16. Juli 1990      |
| Gebäude                                 | Gebäude | 33, avenue de la Faïencerie (Karte)                                  | | IS    | 26. März 2012      |
| Gebäude                                 | Gebäude | 42 und 44, avenue Pasteur (Karte)                                    | | IS    | 30. April 2012     |
| Gebäude                                 | Gebäude | 1, rue Antoine Zinnen (Karte)                                        | | IS    | 30. April 2012     |
| Gebäude                                 | Gebäude | 3 und 5, rue Antoine Zinnen (Karte)                                  | | IS    | 30. April 2012     |
| Gebäude                                 | Gebäude | 7, rue Antoine Zinnen (Karte)                                        | | IS    | 30. April 2012     |
| Gebäude                                 | Gebäude | 22, rue des Cerisiers (Karte)                                        | | IS    | 9. August 2012     |
| Gebäude                                 | Gebäude | 24, rue des Cerisiers (Karte)                                        | | IS    | 9. August 2012     |
| Gebäude                                 | Gebäude | 7, rue Alfred de Musset (Karte)                                      | | IS    | 14. September 2012 |
| Gebäude                                 | Gebäude | 9, rue Alfred de Musset (Karte)                                      | | IS    | 14. September 2012 |
| Gebäude                                 | Gebäude | 11, rue Alfred de Musset (Karte)                                     | | IS    | 14. September 2012 |
| Gebäude                                 | Gebäude | 13, rue Alfred de Musset (Karte)                                     | | IS    | 14. September 2012 |
| Gebäude                                 | Gebäude | 15, rue Alfred de Musset (Karte)                                     | | IS    | 14. September 2012 |
| Gebäude                                 | Gebäude | 17, rue Alfred de Musset (Karte)                                     | | IS    | 14. September 2012 |
| Gebäude                                 | Gebäude | 23, rue Alfred de Musset (Karte)                                     | | IS    | 14. September 2012 |
| Gebäude                                 | Gebäude | 25, rue Alfred de Musset (Karte)                                     | | IS    | 14. September 2012 |
| Gebäude                                 | Gebäude | 27, rue Alfred de Musset (Karte)                                     | | IS    | 14. September 2012 |
| Gebäude                                 | Gebäude | 23, avenue Pasteur (Karte)                                           | | IS    | 14. September 2012 |
| Gebäude                                 | Gebäude | 19, rue Alfred de Musset (Karte)                                     | | IS    | 29. Januar 2013    |
| Gebäude                                 | Gebäude | 18, rue des Glacis (Karte)                                           | | IS    | 26. März 2013      |
| Gebäude                                 | Gebäude | 65-67, avenue de la Faïencerie (Karte)                               | | IS    | 21. Juli 2014      |
| Wohnhaus                                | Wohnhaus | 7a, rue des Glacis (Karte)                                           | | IS    | 6. April 2016      |
|                                         | Wohnhaus | 25, rue Ermesinde (Karte)                                            | | IS    | 6. Februar 2017    |
| Wohnhaus                                | Wohnhaus | 28, rue Alfred de Musset (Karte)                                     | | IS    | 18. Juli 2017      |
| Wohnhaus                                | Wohnhaus | 30, rue Alfred de Musset (Karte)                                     | | IS    | 18. Juli 2017      |
| Weitere Bilder                          | Wasserturm | avenue du Bois (Karte)                                               | | IS    | 9. November 2017   |
| Weitere Bilder                          | Grotte („Péiter Onrou“) und Kreuz darüber                                                                                             | côte d’Eich (Karte)                                                  | | IS    | 9. November 2017   |
| Weitere Bilder                          | Lycée des Arts et Métiers | 19, rue Guillaume Schneider (Karte)                                  | | IS    | 28. November 2017  |
| Weitere Bilder                          | Lycée de garçons de Luxembourg | 41A, avenue Victor Hugo (Karte)                                      | | IS    | 28. November 2017  |
| zwei historische Gebäude                | zwei historische Gebäude | 74, avenue Pasteur/59A, avenue Victor Hugo (Karte)                   | | IS    | 26. Februar 2018   |
| ehemaliges Internat St-Joseph und Allee | ehemaliges Internat St-Joseph und Allee                                                                                               | 188, avenue de la Faïencerie (Karte)                                 | | IS    | 26. Juni 2018      |
| Gebäude                                 | Gebäude | 94, avenue Pasteur (Karte)                                           | | IS    | 19. Juli 2018      |
| Gebäude                                 | Gebäude | 23, 25 und 25a, avenue de la Faïencerie (Karte)                      | | IS    | 3. September 2018  |
| Gebäude                                 | Gebäude | 35–37, avenue Victor Hugo (Karte)                                    | | IS    | 18. März 2019      |

Legende: PCN – Immeubles et objets bénéficiant des effets de classement comme patrimoine culturel national; IS – Immeubles et objets inscrits à l’inventaire supplémentaire

## Quelle
- Liste des immeubles et objets beneficiant d’une protection nationales, Nationales Institut für das gebaute Erbe, Fassung vom 11. Juli 2022, S. 74 f., 82 f. (PDF)

- Karte mit allen Koordinaten:
- OSM |
- WikiMap

Bahnhofsviertel |
Beggen |
Belair |
Bonneweg |
Cents |
Clausen |
Dommeldingen |
Eich |
Gasperich |
Grund |
Hamm |
Hollerich |
Kirchberg |
Limpertsberg |
Merl |
Mühlenbach |
Neudorf-Weimershof |
Pfaffenthal |
Pulvermühle |
Rollingergrund |
Oberstadt |
Weimerskirch |
Zessingen
Bad Mondorf |
Bartringen |
Bauschleiden |
Bech |
Beckerich |
Befort |
Berdorf |
Bettemburg |
Bettendorf |
Betzdorf |
Bissen |
Biwer |
Burscheid |
Bous-Waldbredimus |
Clerf |
Colmar-Berg |
Consdorf |
Contern |
Dalheim |
Diekirch |
Differdingen |
Dippach |
Düdelingen |
Echternach |
Ell |
Ernztalgemeinde |
Erpeldingen an der Sauer |
Esch an der Alzette |
Esch an der Sauer |
Ettelbrück |
Fels |
Feulen |
Fischbach |
Flaxweiler |
Frisingen |
Garnich |
Goesdorf |
Grevenmacher |
Grosbous-Wahl |
Habscht |
Heffingen |
Helperknapp |
Hesperingen |
Junglinster |
Käerjeng |
Kayl |
Kehlen |
Kiischpelt |
Koerich |
Kopstal |
Lenningen |
Leudelingen |
Lintgen |
Lorentzweiler |
Luxemburg |
Mamer |
Manternach |
Mersch |
Mertert |
Mertzig |
Monnerich |
Niederanven |
Nommern |
Parc Hosingen |
Petingen |
Préizerdaul |
Pütscheid |
Rambruch |
Reckingen/Mess |
Redingen/Attert |
Reisdorf |
Remich |
Roeser |
Rosport-Mompach |
Rümelingen |
Saeul |
Sandweiler |
Sassenheim |
Schengen |
Schieren |
Schifflingen |
Schüttringen |
Stadtbredimus |
Stauseegemeinde |
Steinfort |
Steinsel |
Strassen |
Tandel |
Ulflingen |
Useldingen |
Vianden |
Vichten |
Waldbillig |
Walferdingen |
Weiler zum Turm |
Weiswampach |
Wiltz |
Winseler |
Wintger |
Wormeldingen